# Krupanj
Krupanj (Servisch: Крупањ) is een gemeente in het Servische district Mačva.
Krupanj telt 20.192 inwoners (2002). De oppervlakte bedraagt 342 km², de bevolkingsdichtheid is 59 inwoners per km².

## Plaatsen in de gemeente
| - Banjevac - Bela Crkva - Bogoštica - Brezovice - Brštica - Vrbić - Dvorska - Zavlaka - Kostajnik - Krasava - Kržava - Krupanj | - Likodra - Lipenović - Mojković - Planina - Ravnaja - Stave - Tolisavac - Tomanj - Cvetulja - Cerova - Šljivova |